# ローレンス・ガーフィンケル
ローレンス・ガーフィンケル（Lawrence Garfinkel、1922年1月11日 - 2010年1月21日）は米国の疫学者。
喫煙と肺がんの関連性を証明することに関与しがん予防研究に貢献した。

## 経歴
15歳で高校を卒業後、シティ・カレッジ・オブ・ニューヨークに入学した。しかし、大学生活は第二次世界大戦で中断された。
真珠湾攻撃の後、陸軍に入隊し、フランスに従軍した。重傷を負い、数カ月入院した後、シティ・カレッジに戻り、統計学の学士号を取得した。その後、コロンビア大学で修士号を取得した。

## がん研究と成果
米国対がん協会で統計事務員として採用されたのがきっかけで、以後43年のキャリアを積むことになった。その後、疫学を学び、この分野のリーダーへと成長した。
1950年代初頭、科学者たちは喫煙とがんの関連性を疑い始めたが、統計的に有効な証拠はまだ存在しなかった。先輩たちと行った初期の研究では、15万人以上を約3年半にわたって追跡し、有意な相関関係があることを実証した。この画期的な研究を皮切りに、100万人以上をそれぞれ追跡する、ますます野心的な研究が数多く行われるようになった。
これらの研究データは、喫煙と肺がんの関係を明らかにしただけでなく、肥満、飲酒、他のがん等、様々な要因のデータを収集し、現在も活用されている。
また、肺がんや前がん病変の病理学的研究にも取り組み、喫煙期間と組織の変化量との間に統計的な相関関係があることを実証した。これは、それまで確立されていた疾患との相関関係に、生理学的な裏付けを与えるものであった。